# Miyoshi
Miyoshi (三次市 -shi) é uma cidade japonesa localizada na província de Hiroshima.
Em 1 de Abril de 2004 a cidade tinha uma população estimada em 61 649 habitantes e uma densidade populacional de 79 h/km². Tem uma área total de 778 km².
Recebeu o estatuto de cidade a 31 de Março de 1954.